# Liste des châteaux de la Lozère
la liste des châteaux de la Lozère recense de manière non exhaustive les châteaux (de défense ou d'agrément), maisons fortes, mottes castrales, situés dans le département français de la Lozère. Il est fait état des inscriptions et classements au titre des monuments historiques.

## Liste
| Icône            | Signification    | Abréviations             | Abréviations                  | Abréviations             | Abréviations           |
| ---------------- | ---------------- | ------------------------ | ----------------------------- | ------------------------ | ---------------------- |
| Château fort     | Château fort     | = Bastide                | = Ferme fortifiée             | = Maison forte           | = (Néo-)Palladianisme  |
| Renaissance      | Renaissance      | = Château gascon         | = Folie (montpelliéraine)     | = Manoir, Gentilhommière | = Résidence épiscopale |
| Domaine viticole | Domaine viticole | = Classicisme, classique | = Forteresse, fort(ification) | = Maison (noble)         | = Style Beaux-Arts     |
| Palais           | Palais           | = Commanderie            | = Gothique (flamboyant)       | = Néo-baroque            | = Style Second Empire  |
| Ruine ou disparu | Ruine, disparu   | = Château pinardier      | = Hôtel particulier           | = Néo-classique          | = Style italianisant   |
|                  |                  | = Demeure seigneuriale   | ... = Style Louis XII...XVI   | = Néo-gothique           | = Style troubadour     |
|                  |                  | = Éclectisme             | = Logis (seigneurial)         | = Néo-Renaissance        | = Villa (de Nice)      |
| Baroque, rococo  | Baroque, rococo  | = Édifice religieux      | = Motte castrale/féodale      | = Pavillon de chasse     | = Styles du XXe siècle |

| Type                                  | Château                          | Commune                               | Protection                                                        | Notes | Coordonnées                 | Illustration |
| ------------------------------------- | -------------------------------- | ------------------------------------- | ----------------------------------------------------------------- | --- | --------------------------- | ------------ |
| Château fort · Ruine ou disparu       | Château d'Apcher                 | Prunières                             | Classé MH (1983) · Notice no PA00103906 · Notice no IA48000808    | XIe siècle-XIVe siècle                                                                                             | 44° 49′ 00″ N, 3° 19′ 19″ E |              |
| Renaissance · Classicisme, classique  | Château d'Arigès                 | Bédouès                               |                                                                   | XVIIe siècle | 44° 20′ 34″ N, 3° 35′ 34″ E |              |
| Renaissance                           | Château d'Ayres                  | Meyrueis                              |                                                                   | XVIe et XVIIIe siècles, devenu hôtel-restaurant de luxe.                                                           | 44° 10′ 58″ N, 3° 26′ 24″ E |              |
| Classicisme, classique                | Château de Barres                | Langogne                              |                                                                   | XVIIIe siècle | 44° 42′ 47″ N, 3° 49′ 35″ E |              |
| Classicisme, classique                | Château de la Baume              | Prinsuéjols                           | Inscrit MH (1963, 1995) · Classé MH (1975) · Notice no PA00103904 | XVIIe siècle | 44° 38′ 58″ N, 3° 11′ 36″ E |              |
| Château fort · Ruine ou disparu       | Château de Blanquefort           | Massegros Causses Gorges (Les Vignes) | « Photo », notice no IVR91_19934800721XA                          | Moyen Âge | 44° 15′ 38″ N, 3° 14′ 08″ E |              |
|                                       | Château du Bois du Mont          | Peyre en Aubrac (Javols)              |                                                                   | | 44° 42′ 09″ N, 3° 21′ 07″ E |              |
| Château fort · Classicisme, classique | Château du Boy                   | Lanuéjols                             | Inscrit MH (1943) · Notice no PA00103831 · Notice no IA48000396   | XIVe et XVe siècles, XVIIe et XVIIIe siècles, devenu un Centre de cure post-alcoolique.                            | 44° 29′ 31″ N, 3° 33′ 43″ E |              |
|                                       | Château de Calberte              | Saint-Germain-de-Calberte             |                                                                   | XIIe siècle-XIVe siècle                                                                                            |                             |              |
|                                       | Château de Cambiaire             | Saint-Étienne-Vallée-Française        |                                                                   | XIVe siècle |                             |              |
| Ruine ou disparu                      | Château de Canilhac              | Canilhac                              | Notice no IA48000251                                              | XIIe siècle |                             |              |
|                                       | Château de Castanet              | Pourcharesses                         | Inscrit MH (1964) · Notice no IA00064239                          | XVIe siècle (1578)                                                                                                 |                             |              |
| Ruine ou disparu                      | Château de Castelbouc            | Sainte-Enimie                         |                                                                   | XIIe siècle |                             |              |
|                                       | Château de La Caze               | Laval-du-Tarn                         | Inscrit MH (1988) · Classé MH (1992) · Notice no PA00103837       | XVe siècle, devenu hôtel-restaurant de luxe                                                                        |                             |              |
|                                       | Château du Champ                 | Altier                                | Classé MH (1942) · Notice no PA00103783                           | XIIIe siècle |                             |              |
| Ruine ou disparu                      | Château de Chanac                | Chanac                                | Inscrit MH (1993) · Notice no PA00125498                          | XIIe et XIIIe siècles                                                                                              |                             |              |
|                                       | Château de Chapieu               | Lanuéjols                             |                                                                   | |                             |              |
|                                       | Château de Charbonnières         | Gorges du Tarn Causses (Montbrun)     |                                                                   | XVIe siècle |                             |              |
|                                       | Château du Choizal               | Balsièges                             | Notice no IA48000371                                              | XVIIe siècle (1661 ?)                                                                                              |                             |              |
|                                       | Château de Combettes             | Estables                              | Inscrit MH (2002) · Notice no PA48000010 · Site classé (1990)     | XVIe et XVIIe siècles                                                                                              |                             |              |
|                                       | Château de Combettes             | Ribennes                              | Inscrit MH (1998) · Notice no PA48000004                          | XVIe et XVIIe siècles                                                                                              |                             |              |
|                                       | Château de Condres               | Saint-Bonnet-de-Montauroux            | Classé MH (1975) · Inscrit MH (2010) · Notice no PA00103912       | |                             |              |
|                                       | Château de Cougoussac            | Gabrias                               | Inscrit MH (1986) · Notice no PA00103823                          | XIVe siècle |                             |              |
|                                       | Château de Florac                | Florac                                |                                                                   | Siège du parc national des Cévennes                                                                                |                             |              |
|                                       | Château du Fort                  | Chambon-le-Château                    | Inscrit MH (1973) · Classé MH (1984) · Notice no PA00103809       | XIVe siècle |                             |              |
|                                       | Château de Fournels              | Fournels                              | Inscrit MH (1961) · Notice no PA00103821 · Site classé (1989)     | XVIe siècle (1573)                                                                                                 |                             |              |
|                                       | Château de la Garde              | Albaret-Sainte-Marie                  |                                                                   | XIVe siècle |                             |              |
| Ruine ou disparu                      | Château de La Garde-Guérin       | Prévenchères                          | Classé MH (1929) · Notice no PA00103898                           | XIIIe siècle |                             |              |
|                                       | Château de Grandlac              | Laval-du-Tarn                         | Inscrit MH (1998) · Notice no PA48000005                          | |                             |              |
|                                       | Château de Gralhon               | Florac                                |                                                                   | |                             |              |
|                                       | Château de la Grange             | Servières                             | Inscrit MH (1999) · Notice no PA48000008                          | |                             |              |
|                                       | Château de Grizac                | Le Pont-de-Montvert                   | Classé MH (1984) · Notice no PA00103895                           | XIIIe siècle |                             |              |
| Ruine ou disparu                      | Château d'Hauterives             | Sainte-Enimie                         |                                                                   | XIIe siècle |                             |              |
|                                       | Château d'Issenges               | Bédouès                               | Inscrit MH (1992) · Notice no PA00103942                          | XVIIe siècle |                             |              |
| Ruine ou disparu                      | Château de Luc                   | Luc                                   | Inscrit MH (1986) · Notice no PA00103838                          | |                             |              |
|                                       | Castel Merlet                    | La Malène                             |                                                                   | VIe siècle, à l'état de ruine, il s'agirait du plus vieux château de France[réf. nécessaire].                      |                             |              |
|                                       | Château de Miral                 | Bédouès                               | Inscrit MH (1984) · Notice no PA00103790                          | |                             |              |
|                                       | Manoir de Montesquiou            | La Malène                             |                                                                   | |                             |              |
| Ruine ou disparu                      | Château de Montferrand           | Banassac                              |                                                                   | |                             |              |
| Ruine ou disparu                      | Château de Montialoux            | Saint-Bauzile                         |                                                                   | |                             |              |
|                                       | Château de Montjézieu            | La Canourgue                          | Inscrit MH (1971) · Notice no PA00103804                          | XVIe siècle |                             |              |
|                                       | Château de Montmirat             | Saint-Étienne-du-Valdonnez            |                                                                   | |                             |              |
|                                       | Château abbatial de Naussac      | Naussac                               | Inscrit MH (1979) · Notice no PA00103888                          | XVIe et XVIIe siècles                                                                                              |                             |              |
|                                       | Château d'Orfeuillette           | Albaret-Sainte-Marie                  |                                                                   | XIXe siècle |                             |              |
|                                       | Château de Planchamp             | Pied-de-Borne                         |                                                                   | XVIIIe siècle | 44° 28′ 48″ N, 3° 58′ 45″ E |              |
|                                       | Château de Prades                | Sainte-Enimie                         | Inscrit MH (2009) · Notice no PA00103918                          | XIIe et XIIIe siècles                                                                                              |                             |              |
|                                       | Château de Ressouches            | Chanac                                | Inscrit MH (1971, 1992) · Notice no IA00133655                    | |                             |              |
|                                       | Château de Rocheblave            | Ispagnac                              |                                                                   | XVIe siècle |                             |              |
|                                       | Château de Roquedols             | Meyrueis                              |                                                                   | XVIe siècle, abrite actuellement un centre d'information du parc national des Cévennes                             |                             |              |
|                                       | Château du Roure                 | Prévenchères                          | Classé MH (1975) · Notice no PA00103899 · Site classé (1945)      | |                             |              |
|                                       | Château de Saint-Alban           | Saint-Alban-sur-Limagnole             | Classé MH (1942) · Notice no PA00103910                           | Devenu hôpital psychiatrique ; abrite aussi l'office du tourisme et une partie de la collection du musée de Mende. |                             |              |
|                                       | Château de Saint-Julien-d'Arpaon | Saint-Julien-d'Arpaon                 |                                                                   | |                             |              |
|                                       | Château de Saint-Lambert         | Marvejols                             | Inscrit MH (2012) · Notice no PA48000014                          | XVIIIe et XIXe siècles                                                                                             |                             |              |
|                                       | Château de Saint-Saturnin        | Saint-Saturnin                        | Inscrit MH (1995) · Notice no IA48000263                          | |                             |              |
|                                       | Château de Salgas                | Vebron                                | Inscrit MH (1995) · Notice no PA00103941                          | XVIIIe et XIXe siècles                                                                                             |                             |              |
|                                       | Château des Sallèles             | Banassac                              | Notice no IA48000246                                              | |                             |              |
|                                       | Château du Solier                | Saint-Hilaire-de-Lavit                | Inscrit MH (1999) · Notice no PA48000007                          | XVIe siècle |                             |              |
| Ruine ou disparu                      | Château du Tournel               | Saint-Julien-du-Tournel               |                                                                   | XIIIe siècle |                             |              |
|                                       | Château de la Vigerie            | Langogne                              |                                                                   | |                             |              |
|                                       | Château de Villaret              | Allenc                                | Inscrit MH (1979) · Notice no PA00103781                          | XIIe siècle |                             |              |